# Gunslinger (serie televisiva)
Gunslinger è una serie televisiva western statunitense trasmessa per la prima volta in 12 episodi sulla CBS del 1961.

## Trama
Cord è un giovane pistolero lavora sotto copertura per la locale guarnigione dell'esercito, in qualità di agente segreto per l'applicazione della legge nel territorio. 

## Personaggi
- Cord (12 episodi), interpretato da Tony Young.
- capitano Wingate (12 episodi), interpretato da Preston Foster.
- Amby Hollister (12 episodi), interpretato da Midge Ware.
- sergente maggiore Murdock (12 episodi), interpretato da John Pickard.
- Pico McGuire (11 episodi), interpretato da Charles H. Gray.
- Billy Urchin (9 episodi), interpretato da Dee Pollack.
- sergente Duffy (4 episodi), interpretato da Jack Pennick.
- Billy Urchin (3 episodi), interpretato da Dee Pollock.
- Phil Nevis (2 episodi), interpretato da Ron Hagerthy.

## Episodi
| Stagione       | Episodi | Prima TV originale |
| -------------- | ------- | ------------------ |
| Prima stagione | 12      | 1961               |